# Everybody’s Gone to the Rapture
Everybody’s Gone to the Rapture (dt. etwa: „Jeder ist in die Entrückung gegangen“) ist ein Adventurespiel aus der Egoperspektive, das von The Chinese Room und SCE Santa Monica Studio entwickelt wurde. Als Publisher agiert Sony Computer Entertainment. Als geistiger Nachfolger von Dear Esther ist es ein handlungsgetriebenes Open-World-Spiel. Obwohl das Spiel zuerst für Windows angekündigt wurde, erschien es zunächst exklusiv für die PlayStation 4 am 11. August 2015. Am 14. April 2016 wurde das Spiel auch für Windows veröffentlicht.

## Handlung
Everybody’s Gone to the Rapture handelt von sechs Figuren, die ihre eigene Geschichte erzählen. Sie sind über Sehenswürdigkeiten in der Welt miteinander verbunden. Das Spiel spielt nach einer mysteriösen Apokalypse in der englischen Grafschaft Shropshire County (genauer im Gebiet um die fiktiven Dörfer Yaughton und Little Tipworth), die vollständig verlassen ist.

## Spielmechanik
Everybody’s Gone to the Rapture besitzt im Gegensatz zu Dear Esther mehr Interaktionsmöglichkeiten, wie das Manipulieren von Objekten und das Öffnen von Türen. Zudem können Ereignisse vom Spieler direkt beeinflusst werden.

## Entwicklung
Während der Entwicklung von Dear Esther wollte das Team mehr interaktive Elemente einbinden. Als ihnen klar wurde, dass dies nicht funktionieren würde, wurde an dem Grundkonzept von Everybody’s Gone to the Rapture gearbeitet. Im Gegensatz zu Dear Esther erfolgte die Erstveröffentlichung des Spiels nicht für den PC, sondern für die PlayStation 4. Die Entwickler schlossen eine Partnerschaft mit Sony, da sie nicht davon ausgingen, dass sie genug Geld durch Crowdfunding oder Verkäufe einer Alpha-Version erhalten würden.
Die Entwickler wurden von der apokalyptischen Science-Fiction der 1960er und 1970er in Großbritannien beeinflusst, wie John Christophers Das Tal des Lebens und Insel ohne Meer, John Wyndhams Die Triffids und Charles Eric Maines The Tide Went Out.

## Soundtrack
Die Musik des Spiels wurde von Jessica Curry komponiert (28 Lieder) und von Sony Classical in Großbritannien herausgegeben.

## Rezeption
Erste Kritiken von Everybody’s Gone to the Rapture waren positiv. Insbesondere die Grafik, Umgebung, Geschichte und die Tongestaltung wurden gelobt. Das Spiel hat eine Wertung von 78 % bei Metacritic. IGN vergab 8,5 von zehn Punkten und schrieb „Everybody’s Gone to the Rapture ist eine wunderschöne, herzzerreißende Reise hinein in das Ende der Welt.“

### Auszeichnungen
Im März 2016 wurde Everybody’s Gone to the Rapture für zehn BAFTA Video Games Awards nominiert, unter anderem als bestes Spiel.